# Jean I d'Estrées

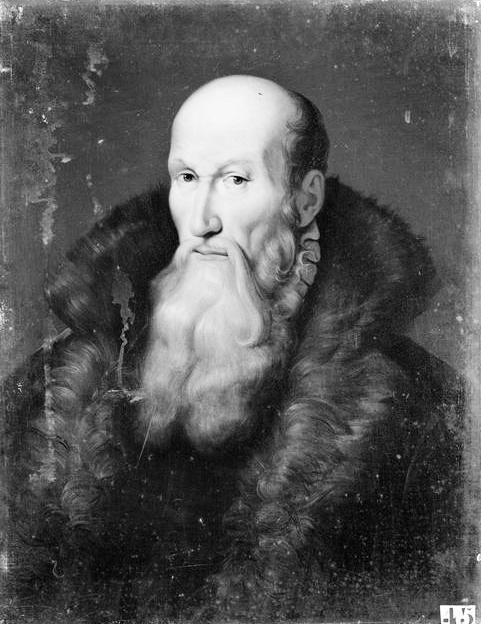
Jean I d'Estrées (Henri-Frédéric Schopin).

Jean d'Estrées, född 1486, död 1571, var en fransk markis och krigare.
d'Estrées utmärkte sig vid Calais belägring (1558) och blev 1562 generallöjtnant. Han omskapade franska artilleriet. 